# Club Deportivo Rota
El Club Deportivo Rota es un club de fútbol, actualmente milita en Primera División Andaluza para la temporada 25/26, y fue fundado en 1952.

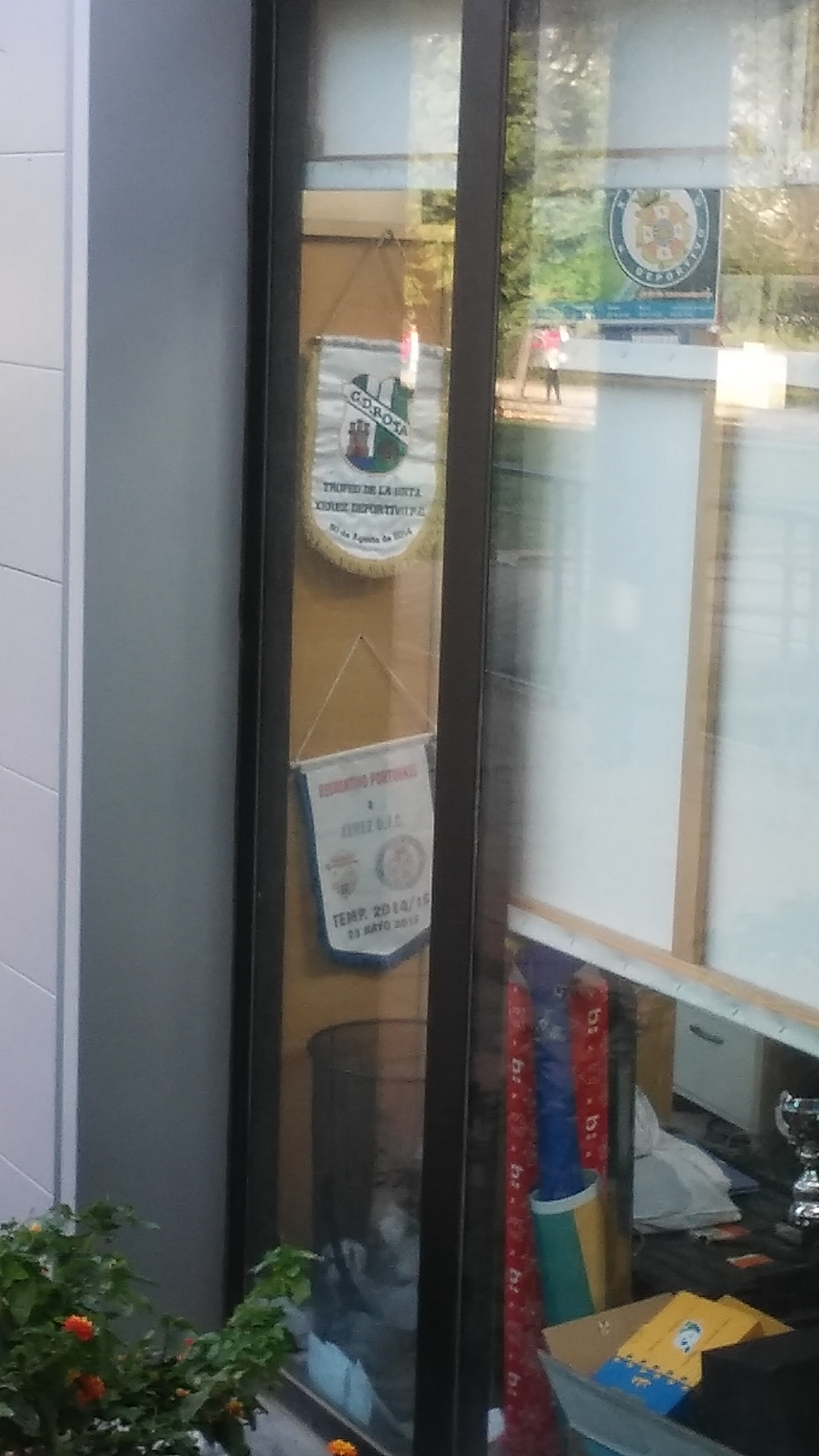
Banderín del equipo

## Trayectoria
Durante sus más de 50 años de historia el CD Rota se ha mantenido generalmente en la Tercera RFEF Grupo X Tercera División española, pasando también
varios años en otras categorías inferiores, como la Primera División de Andalucía o la Regional Preferente de Cádiz.
En la temporada 2004-2005 participa en la primera temporada de la recién creada Primera División de Andalucía, nueva categoría
que se sitúa entre la Tercera División y la Regional Preferente. Con un equipo pensado para jugar en Regional, ocupa el puesto 14 de
16 equipos y baja a Regional Preferente.
La temporada 2005-2006 se queda a 2 puntos de la tercera plaza de la Regional, con lo que no consiguió el derecho de jugar una promoción
para ascender a la Primera División andaluza. Aunque fue el segundo mejor equipo en casa, sus malos resultados como visitante le dejaron en
la 4.ª plaza del grupo.
La siguiente temporada es la de la vuelta a la Primera División andaluza. En un año bastante regular tanto en los partidos como local como en los partidos como visitante, el equipo consigue la 2.ª plaza que le otorga el ascenso directo de categoría, siendo además el máximo goleador del grupo.
En la temporada 2008/9 está durante buena parte de la temporada rozando los puestos de ascenso a 3.ª división, pero finalmente tiene que conformarse con la 4.ª plaza.
La temporada 2009/10 la disputará de nuevo en la Primera División andaluza, donde se ve las caras con el otro equipo de la ciudad, la Unión Deportiva Roteña.
Actualmente compite en Tercera RFEF (Grupo X - Andalucía y Ceuta).
Recuperó la categoría y volvió a jugar en categoría nacional después de 20 años.
En la temporada 22/23, después de una mala temporada se acabó último en la clasificación.
Actualmente en la 24/25 compite en Primera Andaluza Cádiz.

## Uniforme
- Primera equipación: Camiseta verde, pantalón blanco y medias verdes.
- Segunda equipación: Camiseta blanca, pantalón blanco y medias blancas.
- Tercera equipación: camiseta azul marino y negro, pantalón negro y medias negras.

El CD Rota toma como colores principales el verde y el blanco. Estos colores eran los de la bandera de la Villa de Rota hasta que dicha bandera se cambió por la actual, siendo esta completamente verde.
Actualmente Luanvi es el patrocinador técnico oficial del C.D.Rota

## Estadio
El estadio Municipal Alcalde Navarro Flores es donde el CD Rota juega sus partidos como local. Fue inaugurado el 24 de agosto de 1975 en un partido amistoso
entre el equipo local y el Xerez CD. 

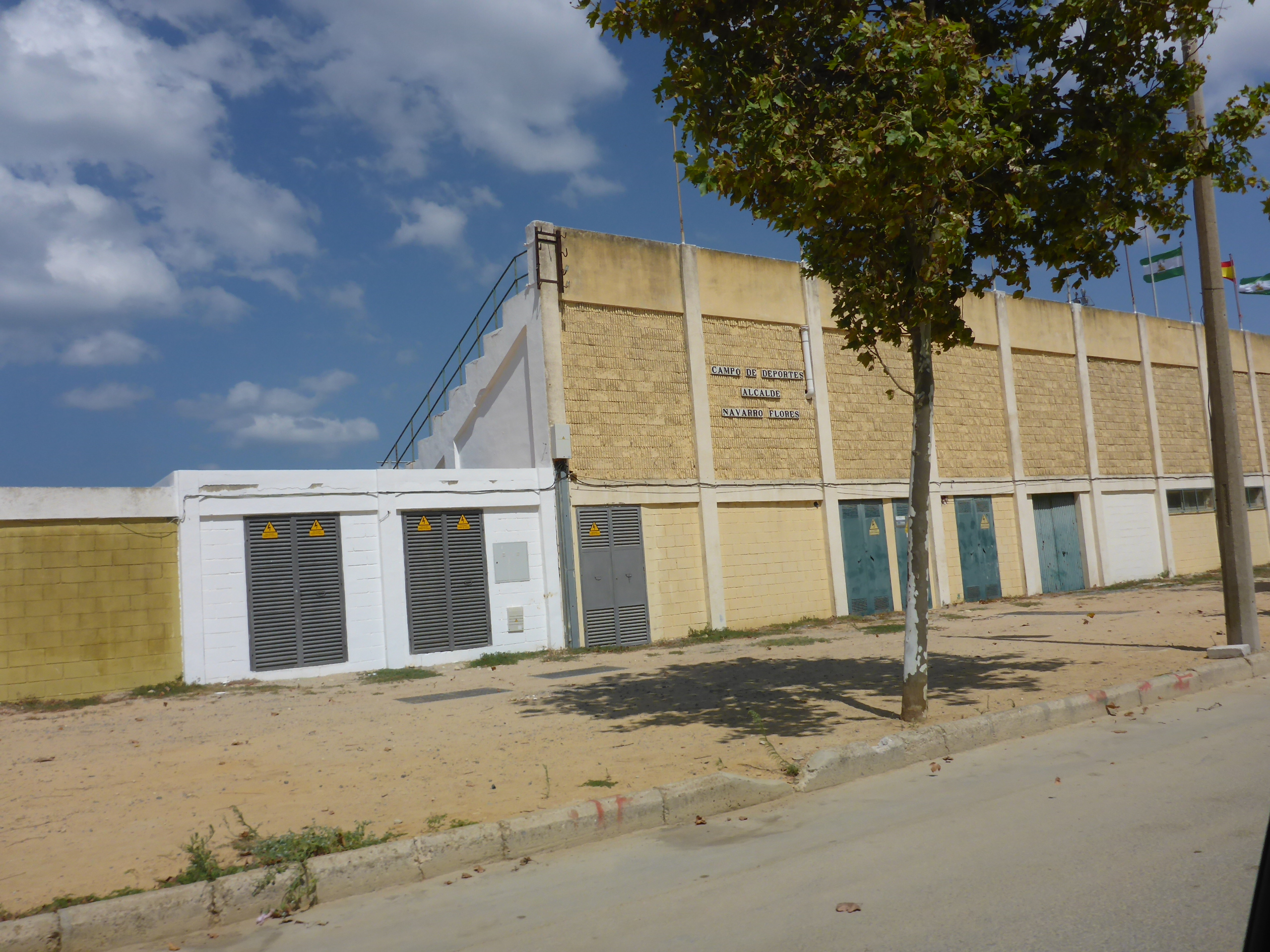
Estadio Alcalde Navarro Flores, Rota (España)

El 22 de febrero de 1999 se concluye la remodelación del estadio, cuyos cambios consistieron en cambiar la orientación del terreno de juego,
construcción de una nueva grada principal techada, instalación de una pista de atletismo, nuevo equipamiento, y reforma de la antigua grada principal.
En verano de 2023, el estadio pasó a denominarse, Antonio Pazos Puyana "Monago".

## Trofeo

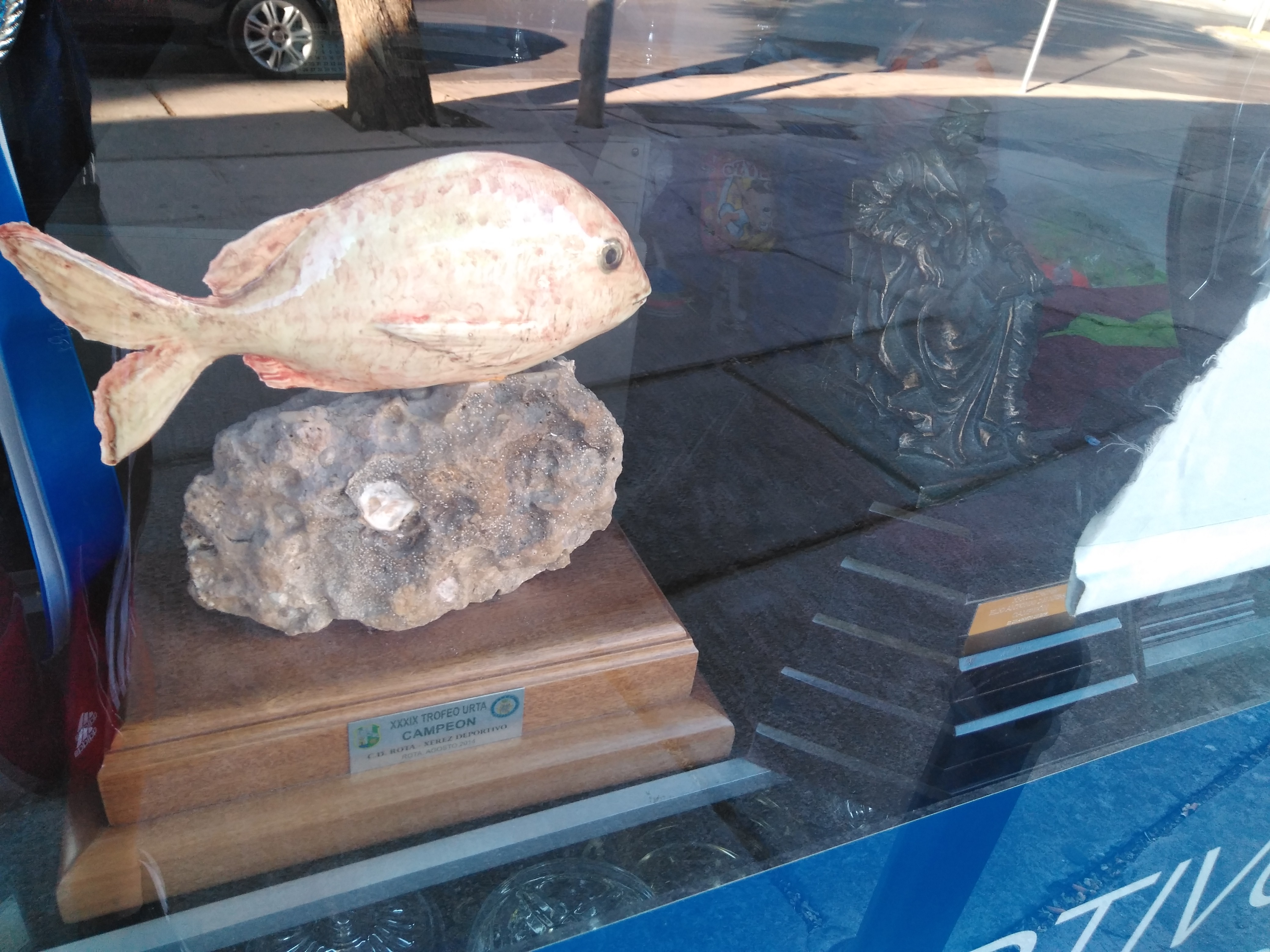
Trofeo de la Urta ganado por el Xerez DFC

El CD Rota disputa cada verano un trofeo propio, el Trofeo de la Urta. El trofeo se disputa a partido único. El rival del CD Rota en este trofeo suele ir variando cada año, siendo generalmente equipos de la provincia de Cádiz.